# رابرت امت اوکانر
رابرت اِمِـت اوکانر (انگلیسی: Robert Emmett O'Connor؛ ‏ ۱۸ مارس ۱۸۸۵ – ۴ سپتامبر ۱۹۶۲) بازیگر اهل ایالات متحده آمریکا بود. وی بین سال‌های ۱۹۱۹ تا ۱۹۵۰ میلادی فعالیت می‌کرد.

## گزیدهٔ فیلم‌شناسی
- دِین خود را ادا کن
- سانست بلوار
- جناب اعلیحضرت حقه‌باز
- دام
- خانمی برای یک روز
- هیچ‌چیز بجز دردسر
- خانه بزرگ
- شبی در اپرا
- معمای موزه موم
- دوره‌گردها
- لاغرخان میره خونه
- دشمن مردم
- صحبت تمامی شهر
- ماجرا
- فریسکو جنی
- آنان قابل چشم‌پوشی بودند
- جنون آمریکایی
- بالای رودخانه
- ماه عسل
- نامه‌ای برای ایوی
- در لباسی خیره‌کننده
- رودخانه خسته
- تاکسی!
- دایموند جیم
- ستاره‌ای متولد شده‌است
- آخرین قطار از مادرید
- قسم می‌خورم
- ولز فارگو
- مواظب باش پروفسور
- کمدی انسانی
- سربازان نیروی هوایی
- تنسی جانسون
- مرا در سنت لوئیس ملاقات کن
- ساعت
- لنگرها را بکشید
- ابوت و کاستلو در هالیوود
- شجاعت لسی
- ازدواج به سبک وایکیکی